# Nowy Kadłub
Nowy Kadłub – część wsi Stary Kadłub w Polsce położona w województwie mazowieckim, w powiecie białobrzeskim, w gminie Stara Błotnica.
W latach 1975–1998 Nowy Kadłub administracyjnie należał do województwa radomskiego.
Wierni Kościoła rzymskokatolickiego należą do parafii Narodzenia Najświętszej Maryi Panny w Starej Błotnicy.